# تيم ريد (سياسي)
تيم ريد هو سياسي كندي، ولد في 21 فبراير 1936 بتورونتو في كندا. حزبياً، نشط في الحزب الليبرالي في أونتاريو ‏. وقد انتخب عضو برلمان مقاطعة أونتاريو.